# Caneel Bay
Caneel Bay was een toeristisch resort op het eiland Saint John. Het bevindt zich ongeveer 1,5 km ten noordoosten van de hoofdplaats Cruz Bay ligt, en heeft een oppervlakte van 232 hectare. In 2017 werd het door orkaan Irma vernield. In 2022 was nog niet begonnen met een herbouw vanwege een conflict met de National Park Service.

## Geschiedenis
Caneel Bay was oorspronkelijk een plantage. In 1952 werd de plantage gekocht door Laurance Rockefeller, en omgevormd tot Caneel Bay Resort, een viersterrenresort dat werd beschouwd als een van de eerste ecoresorts. In 1956 werd het een onderdeel van het Virgin Islands National Park, maar in het contract werd Caneel Bay Resort een "retained use estate" dat tot 2023 kon worden gebruikt zonder huur te betalen aan de National Park Service. In de praktijk betekende het dat het park weinig autoriteit had over Caneel Bay.
In 2014 werd door de National Park Service vervuiling geconstateerd op Caneel Bay Resort. In 2017 werd het resort verwoest door orkaan Irma. Sindsdien is er een dispuut tussen de National Park Service en de CBI Acquisitions, de eigenaar sinds 2004. Het park is van mening dat het terrein vervuild is met asbest, kwik en arsenicum en eerst grondig moet worden opgeruimd. CBI Acquisitions wil eerst een verlenging van het "retained use estate" contract voordat herbouw kan plaatsvinden. Caneel Bay Resort was de grootste werkgever op het eiland en was verantwoordelijk voor 7% van de totale werkgelegenheid. De overgrote meerderheid van het personeel is ontslagen.
In 2022 was Caneel Bay Resort gesloten. De stranden Honeymoon Beach en Salomon Beach die tot het gebied behoren zijn publiek toegankelijk.

## Galerij

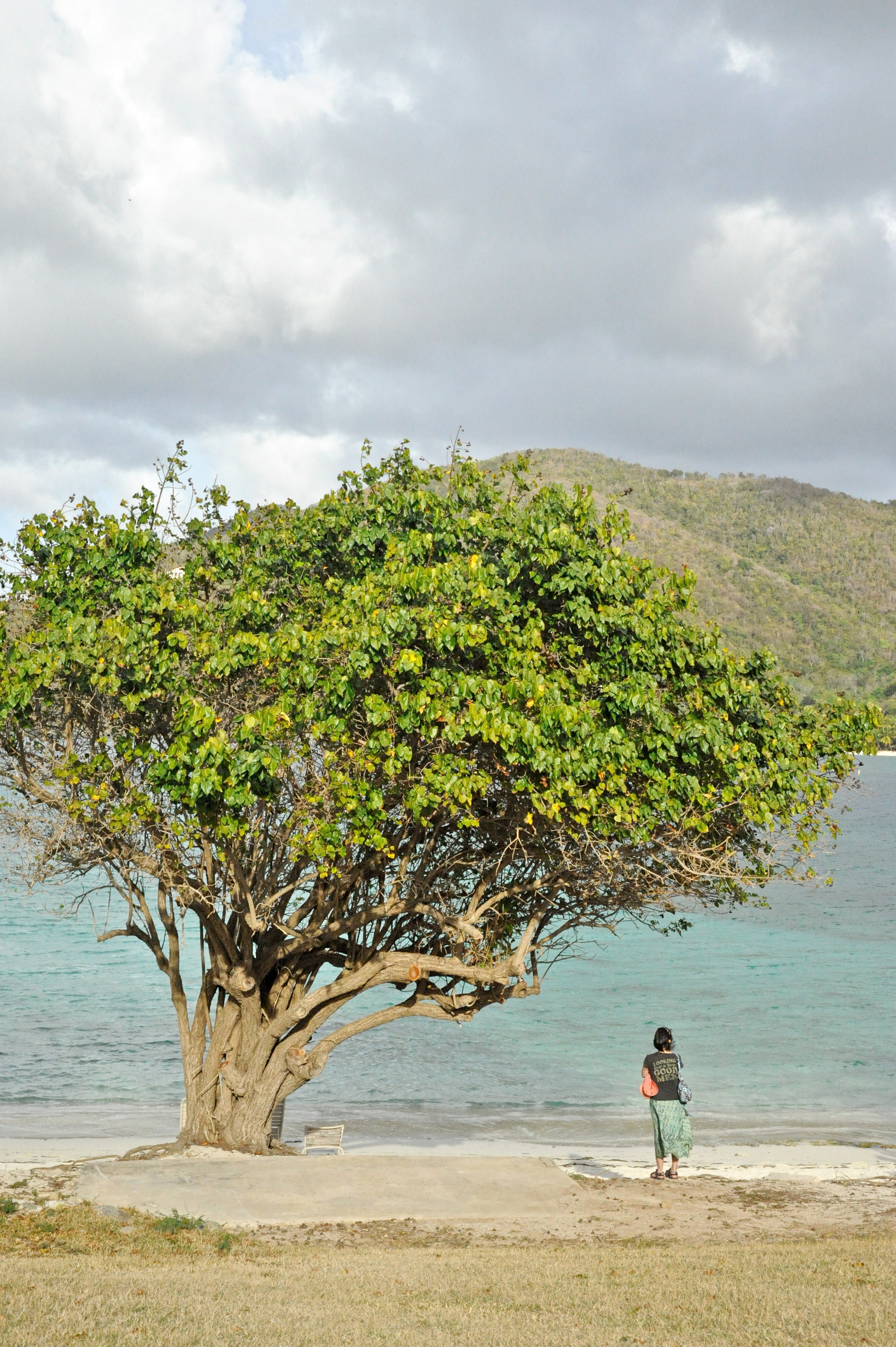
Boom in Hawksnest Bay
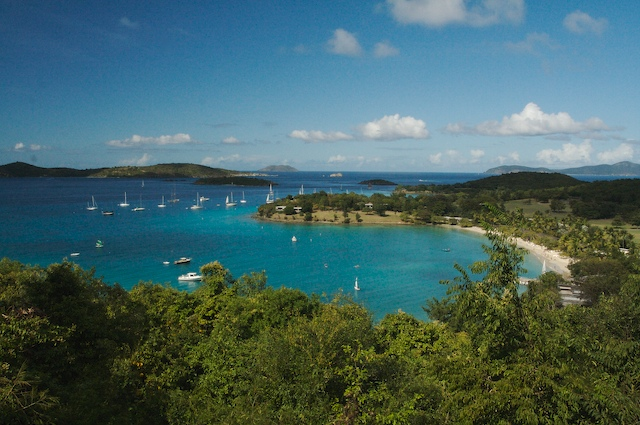
Caneel Bay
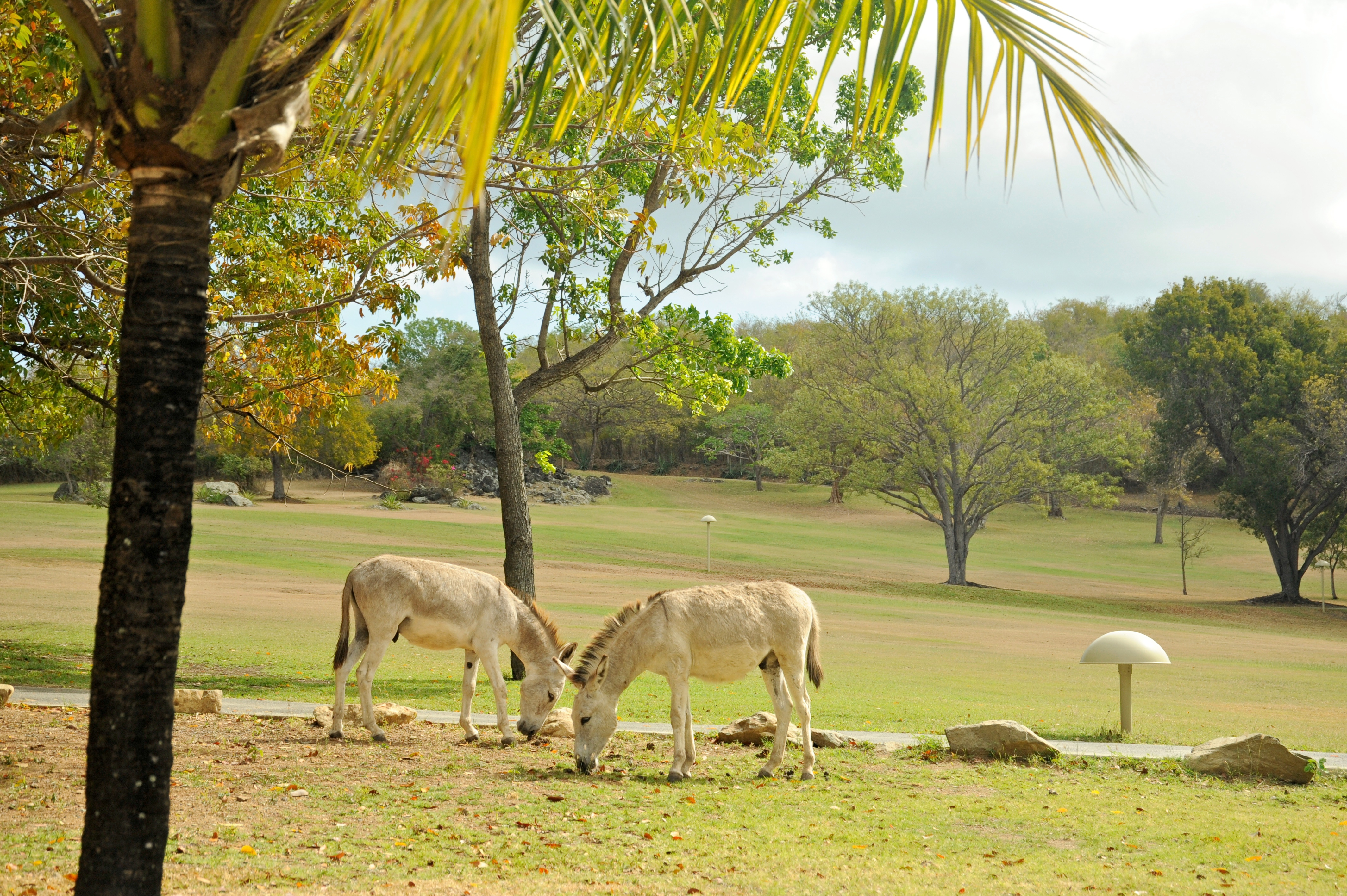
Wilde ezels in Caneel Bay
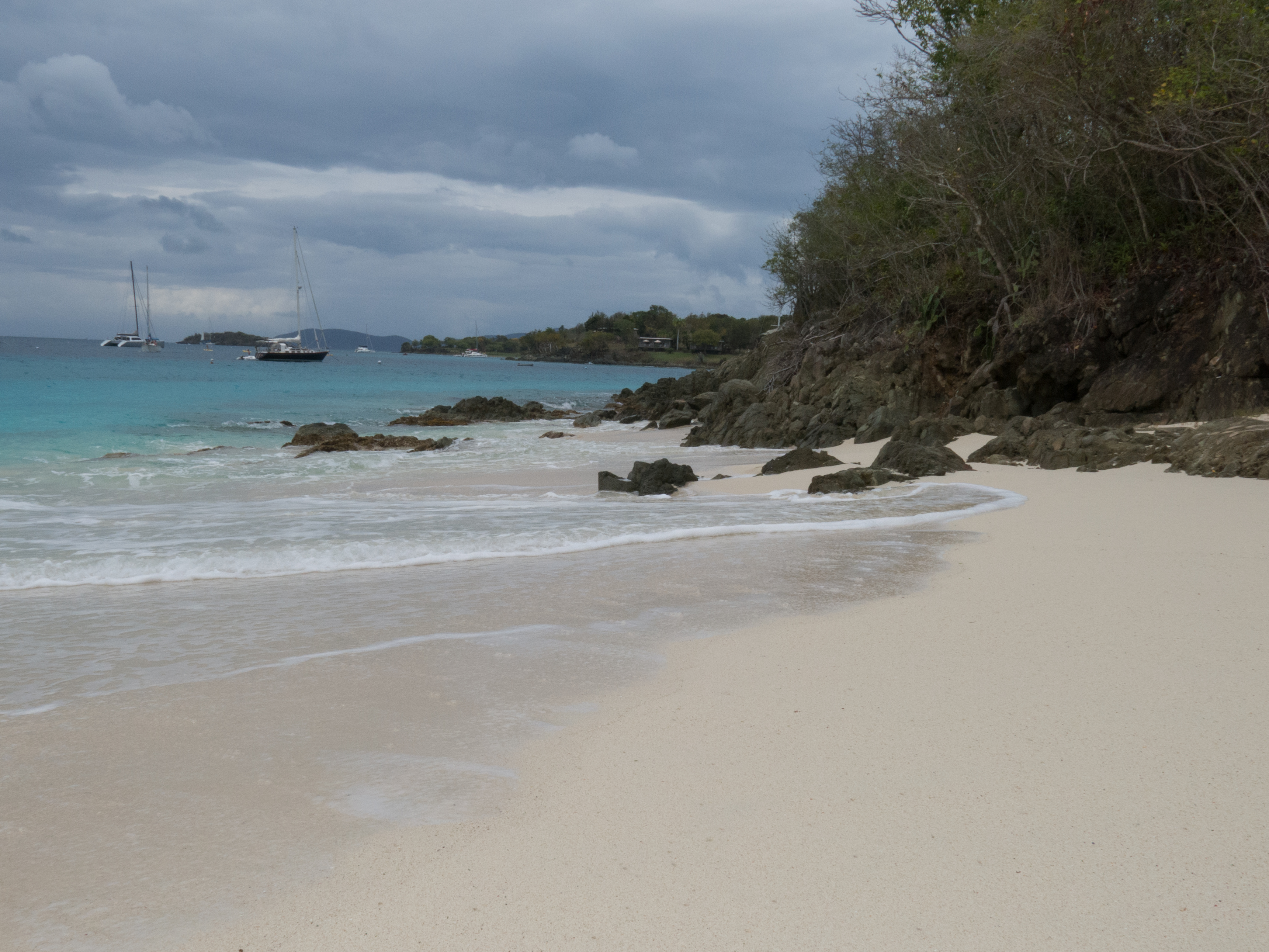
Honeymoon Beach

- Virtual International Authority File: 241845669